# 苅谷勇雅
苅谷勇雅（かりや ゆうが、1948年10月 - ）は現在、国立小山工業高等専門学校校長。元文化庁文化財鑑査官。専門は建造物保存、景観政策。
工学博士。一級建築士。

## 来歴
1976年京都大学大学院工学研究科建築学専攻単位取得退学。翌年京都市都市計画局風致課入り。同景観係長を経て1995年から文化庁文化財部主任文化財調査官、建造物課長、参事官（建造物担当）、文化財鑑査官を経て2009年から現職。

## 著編著
- 『京都―古都の近代と景観保存 日本の美術 474』　（至文堂　2005年）